# Osteoma
Un osteoma es un tumor benigno, constituido por tejido óseo maduro y bien diferenciado, de lento crecimiento, que puede desarrollarse en los huesos de todo el cuerpo aunque con mayor frecuencia en los huesos de la cara y del cráneo.
Al ser un tumor benigno no produce metástasis. Puede ser asintomático, causar dolor, sinusitis o deformidad ósea.
No tiene predilección por edad o sexo.
Es el tumor nasal benigno más frecuente y los senos más afectados son los frontales. 
Su diagnóstico se realiza con radiografía convencional o por tomografía computada. 
Respecto al tratamiento, puede ser conservador (no se hace nada), o puede realizarse una resección quirúrgica si causa molestias.
Puede estar asociado a poliposis colónica y tumores de tejidos blandos configurando el Síndrome de Gardner, enfermedad genética de transmisión autosómica dominante.
- Clásico o convencional (huesos de osificación membranosa)
- Parostal (exostosis o hiperostosis postraumática)
- Medular (enostoma o islote óseo).

- Datos: Q1675957
- Multimedia: Osteoma / Q1675957